# アリシャ・コリガン
アリシャ・コリガン（Alysha Corrigan、1997年1月25日 - ）は、カナダの女子ラグビー選手。

## プロフィール
- カナダ・シャーロットタウン出身[1]。
- ポジションはフルバック(FB)。
- 身長 167cm、体重 70kg
- 7人制女子カナダ代表に選ばれている[2]。

## 略歴
2024年、2024パリ五輪の7人制女子カナダ代表に選ばれて銀メダル獲得。